# Ésio Macedo Ribeiro
Ésio Macedo Ribeiro (Frutal, Minas Gerais, 10 de fevereiro de 1963) é um escritor, bibliófilo e fotógrafo brasileiro. É também doutor em Literatura Brasileira pela USP, especialista e estudioso da obra do escritor Lúcio Cardoso, tendo organizado e editado sua poesia completa e seus diários. Entre outros prêmios, foi finalista do Prêmio Sesc de Literatura 2015 e semifinalista do Prêmio Oceanos 2019 com o romance É o que tem (Editora Patuá).

## Biografia[2]
Nascido em Frutal, Minas Gerais, em 1963, e oriundo de uma família de fazendeiros, é o mais velho de cinco irmãos, o único da família com interesses literários. Começou a ler aos seis anos de idade com a ajuda de uma tia professora primária. Instigado por ela, Ésio lia Monteiro Lobato, e, com o passar dos anos, seu prazer pela leitura cresceu tanto que convergiu no gosto pela escrita. Tanto que aos dez anos, com uma redação cujo tema foi o “Dia da ave”, foi agraciado com um prêmio de melhor redação do Estado de Minas Gerais.
Três anos depois, em 1976, com a expectativa de melhorar seus conhecimentos e aprimorar seu lado intelectual, mudou-se para Brasília, residindo com a família de um tio. Enquanto passava por colégios conceituados e rigorosos, sua família também acabou por mudar-se de Frutal para Brasília dois anos depois. Em seu último colégio, antes de iniciar sua formação acadêmica, formou-se Técnico em Contabilidade, pelo Colégio Projeção, e publicou seus primeiros poemas num periódico desse mesmo centro de ensino. Em meados da década de 1980, formou-se em Fotografia P&B, pelo Clube de Fotografia do Centro de Ensino Unificado de Brasília (CEUB), tendo sua primeira exposição de fotos na Quinta Semana de Fotografia do CEUB, em 1985. Mesmo com o amor pela fotografia, e tendo publicado fotos em alguns veículos de comunicação, como o Jornal da USP e O Estado de S. Paulo, Ésio nunca considerou essa uma profissão que ele quisesse abraçar. 
Depois de Brasília, morou em São Paulo, Rio de Janeiro, Natal, e por um ano na capital argentina Buenos Aires. Voltou a fixar residência em São Paulo, no início dos anos 1990, onde travou contato com alfarrabistas, bibliófilos e escritores da cidade e de outros estados, tudo na busca por livros raros e também para discutir literatura. Ele sempre deu aos livros o maior espaço e o maior tempo de sua vida. O prazer pela leitura levou-o, ainda jovem, a começar a formar uma biblioteca que hoje, quase quarenta anos depois, contabiliza mais de catorze mil volumes.
Coleciona principalmente literatura brasileira, da primeira fase do modernismo até a geração de 1990, privilegiando a poesia e as primeiras edições. Mantém, também, um bom acervo de obras de Crítica Literária e Filologia, incluindo aí uma grande quantidade de dicionários, além de revistas literárias, e um complemento do acervo de sua biblioteca que consiste numa videoteca e numa discoteca de literaturas brasileira e estrangeira, com leituras de textos e poemas pelos próprios autores, filmes baseados em livros, depoimentos etc.
O fato de ser um garimpador de livros antigos se refletiu diretamente em seu gosto pela pesquisa literária. Em suas palavras: "É um trabalho braçal que requer dedicação, paciência e o faro detetivesco de que sou portador". Isso foi o propulsor de sua decisão em estudar Letras. Formou-se, em 1995, em Letras – Tradutor e Intérprete (Inglês/Português), pela Universidade Paulista (UNIP). Em 2001, tornou-se Mestre em Teoria Literária e Literatura Comparada, e em 2006, Doutor em Literatura Brasileira, ambos os títulos concedidos pela Universidade de São Paulo (USP). Sua dissertação de mestrado e tese de doutorado sobre a vida e a poesia de Lúcio Cardoso foram publicadas pela Editora da Universidade de São Paulo, em 2006 e 2011, respectivamente.
Foi curador das exposições: “O Modernismo Através dos Livros – Coleção Waldemar Torres” (Porto Alegre, 1999), com Waldemar Torres; “RELEREVER” (São Paulo, 2000), com Ana Cordeiro e Almandrade; “Érico Veríssimo – Centenário de Nascimento – 1905-2005” (São Paulo, 2005); e do evento “30 anos de poesia de Nicolas Behr” (São Paulo, 2008); e, ainda, consultor da exposição “A rua dos 100 cataventos – centenário de Mário Quintana” (Porto Alegre, 2006).
Publicou textos no Brasil, Chile, Colômbia, França e Portugal. É autor de, entre outros, E Lúcifer dá seu beijo (Massao Ohno, 1993), Marés de amor ao mar (Arte Pau Brasil, 1998), Brincadeiras de palavras: a gênese da poesia infantil de José Paulo Paes (Giordano, 1998), Pontuação circense (Ateliê Editorial, 2000), O riso escuro ou o pavão de luto: um percurso pela poesia de Lúcio Cardoso (Edusp/Nankin, 2006), 40 anos (Giordanus, 2007), Estranhos próximos (Edição do Autor/FAC, 2008), Drama em sol para o século XXI (Edição do Autor, 2011), É o que tem (Patuá, 2018); e organizador e editor da Poesia completa de Lúcio Cardoso (Edusp, 2011), dos Diários de Lúcio Cardoso (Civilização Brasileira, 2012), de O vento da noite, de Emily Brontë, trad. de Lúcio Cardoso (Civilização Brasileira, 2016), e de Ana Karenina, de Liev Tolstói, trad. de Lúcio Cardoso (Civilização Brasileira, 2019 – no prelo), e, com Marília de Andrade, de Maria Antonieta d’Alkmin e Oswald de Andrade: marco zero (Edusp/Imprensa Oficial SP/OLRBM, 2003). É o que tem, romance publicado pela editora Patuá em 2018, foi finalista do Prêmio Sesc 2015 e semifinalista do Prêmio Oceanos 2019, mesmo ano em que lançou, pela editora Urutau, o livro de poesia Um olhar sobre o que nunca foi:.
Embora tenha realizado estudos sobre Caio Fernando Abreu, Allen Ginsberg, José Paulo Paes, Oswald de Andrade e Clarice Lispector, foram os trabalhos em torno à vida e obra do escritor mineiro Lúcio Cardoso (1912-1968) que o tornaram reconhecido, nacional e internacionalmente, como um dos mais respeitados estudiosos do autor da obra-prima Crônica da casa assassinada.
Ésio foi casado, por vinte e sete anos, com o advogado norte-americano George Finkelstein (Jersey City, NJ, 08/02/1944 – São Paulo, SP, 02/09/2018) de 1991 até sua morte, ocorrida em 2018. Logo após o Estado de Nova York reconhecer, em 24 de julho de 2011, o casamento entre pessoas do mesmo sexo, eles legalizaram essa união, casando-se na cidade de Nova York no dia 5 de junho de 2012. Em seguida, o casamento deles foi transcrito e reconhecido também no Brasil.
Com seu companheiro, Ésio conheceu, além de quase todos os estados do Brasil, o Uruguai, Venezuela, Bolívia, Colômbia, Peru, Chile, Paraguai, EUA, Canadá, México, Portugal, Inglaterra, Espanha, Holanda, Bélgica, Alemanha, República Checa, Itália, Vaticano, França, Luxemburgo, Equador, Islândia, Argentina e Turquia. Viagens que, além de serem enriquecedoras cultural e intelectualmente, também serviram para que Ésio formasse uma imagem do Brasil. Os dois moraram entre São Paulo e Nova York até 2015, mesmo ano em que se mudaram para Chicago, onde Ésio continua a morar.
Após a morte do companheiro, Ésio fez, em 2019, o curso “Little Masterpieces of Literature in Spanish”, no Instituto Cervantes de Chicago. Aproveitou e fez, neste mesmo instituto, o exame DELE-C1, que lhe conferiu o Diploma de Español como Lengua Extranjera Nivel C1. Atualmente ele preenche seus dias lendo, ouvindo música, vendo filmes e documentários e escrevendo um novo romance e dois novos livros de poesia. 

## Principais obras

### Primeiras obras
Sob o título de E Lúcifer dá seu beijo, lançou seu primeiro livro de poesia em 1993, pela prestigiosa Massao Ohno, com apresentação de Jorge Mautner e prefácio de Oscar D’Ambrosio. A ele, seguiu-se Marés de amor ao mar, publicado pela Arte Pau Brasil em 1998, mesmo ano em que lançou sua primeira obra ensaística, Brincadeiras de palavras: a gênese da poesia infantil de José Paulo Paes, pela editora Giordano.
Na prosa, publicou alguns contos em antologias a partir da década de oitenta e seu primeiro romance em 2018 pela editora Patuá, intitulado É o que tem, com apresentação e orelha dos escritores Toni Brandão e Ronaldo Cagiano.

### Outras obras
Suas obras de maior destaque  são a edição crítica e anotada da Poesia Completa de Lúcio Cardoso, lançada pela Edusp/Imprensa Oficial de São Paulo em 2011, e o volume dos Diários do poeta, publicado pela editora Civilização Brasileira em 2012. Outras obras que levam o nome de Lúcio, dessa vez como tradutor, com organização e apresentação de Ésio, são a antologia poética de Emily Brontë O vento da noite (2016), e o romance Ana Karenina, de Liev Tolstói (no prelo), ambos pela Civilização Brasileira.
Em 2008, Ésio publicou o livro de poesia Estranhos próximos, com apresentação do escritor e amigo Luiz Ruffato. No mesmo ano, organizou a Revista do Centro de Estudos Portugueses, da Faculdade de Letras da UFMG, número totalmente dedicado a Lúcio Cardoso. Três anos depois, em 2011, publicou Drama em sol para o século XXI, em edição especial de 300 exemplares, numerados e assinados, ilustrado com fotos de sua autoria e com apresentação do poeta Donizete Galvão. Seu mais recente livro de poesia, Um olhar sobre o que nunca foi:, com apresentação de Nicolas Behr, foi lançado pela editora Urutau em 2019.

## Lista de obras

#### Poesia
- E Lúcifer dá seu beijo — São Paulo: Massao Ohno, 1993.
- Marés de amor ao mar — São Paulo: Arte Pau Brasil, 1998. (Coleção Ah!; 7).
- Pontuação circense[4] — São Paulo: Ateliê Editorial, 2000.
- 40 anos — São Paulo: Giordanus, 2007.
- Estranhos próximos — Brasília: Edição do Autor/FAC, 2008.
- Drama em sol para o século XXI — Brasília: Edição do Autor, 2011.
- Um olhar sobre o que nunca foi: — Bragança Paulista, SP: Editora Urutau, 2019.

#### Prosa
- Viajante, porque não (conto). In: Literatura – revista do escritor brasileiro, Brasília, DF: Códice, Ano VIII, n. 16, pp. 64-66, jun. 1999.
- Estúrdio (conto). In: Todas as gerações – o conto brasiliense contemporâneo. Seleção e organização de Ronaldo Cagiano. Brasília: LGE, 2006, pp. 185-192.
- É o que tem (romance) — São Paulo: Editora Patuá, 2018.

#### Ensaio
- A exortação e a desmistificação da dor em Caio Fernando Abreu. In: LB – Revista de Literatura Brasileira, São Paulo, n. 2, pp. 23-25, 1996.
- Brincadeiras de palavras: a gênese da poesia infantil de José Paulo Paes. São Paulo: Giordano, 1998.
- O sagrado e o profano em "Igreja", de Carlos Drummond de Andrade. Ipotesi – Revista de Estudos Literários – 12, Juiz de Fora, MG: Editora da UFJF, v. 7, n. 1, pp. 127-135, jan.-jun. 2003.
- A angústia em "A casa do solteiro": leitura de um poema de Lúcio Cardoso. Ipotesi – Revista de Estudos Literários – 13, Juiz de Fora, MG: Editora da UFJF, v. 7, n. 2, pp. 113-126, jul.-dez. 2003.
- O riso escuro ou o pavão de luto: um percurso pela poesia de Lúcio Cardoso.[5] São Paulo: Edusp/Nankin, 2006.
- Edição crítica da poesia completa de Lúcio Cardoso. Manuscrítica – Revista de Crítica Genética, Associação de Pesquisadores do Manuscrito Literário – APLM, Vitória, ES, n. 14, pp. 225-230, dez. 2006.
- Edição crítica da poesia reunida de Lúcio Cardoso. Poesia Sempre, Rio de Janeiro: Fundação Biblioteca Nacional/MinC, Ano 14, n. 27, pp. 219-227, 2007.
- A fortuna crítica (acadêmica) de Lúcio Cardoso. Revista do Centro de Estudos Portugueses (Dossiê Lúcio Cardoso), Faculdade de Letras da UFMG, Belo Horizonte, MG, vol. 28, n 39, pp. 101-112, jan.-jun. 2008.

#### Organização e pesquisa
- ANDRADE, Oswald de. Obra incompleta (Caderno de imagens). Coordenação de Jorge Schwartz, pesquisa iconográfica de Ésio Macedo Ribeiro. Ligugé, Poitiers, France: Aubin Imprimeur, 2000. (Coleção Archivos, 37).
- Maria Antonieta d’Alkmin e Oswald de Andrade: marco zero.[6] Organizado por Marília de Andrade e Ésio Macedo Ribeiro. São Paulo: Edusp/ Imprensa Oficial SP/ OLRBM, 2003.
- Revista do Centro de Estudos Portugueses, Faculdade de Letras da UFMG, organizada por Ésio Macedo Ribeiro, Silvana Maria Pessôa de Oliveira e Viviane Cunha, Belo Horizonte, MG, vol. 28, n. 39, pp. 9-174 (Dossiê Lúcio Cardoso), jan.-jun. 2008.
- CARDOSO, Lúcio. Poesia completa. Edição crítica de Ésio Macedo Ribeiro. São Paulo: Edusp/Imprensa Oficial SP, 2011.
- CARDOSO, Lúcio. Diários. Edição de Ésio Macedo Ribeiro. Apresentação de Cássia dos Santos. Rio de Janeiro: Ed. Civilização Brasileira, 2012.
- CARDOSO, Lúcio. Diários. Edição de Ésio Macedo Ribeiro. Apresentação de Cássia dos Santos. 2. edição. Rio de Janeiro: Ed. Civilização Brasileira, 2013.
- BRONTË, Emily. O vento da noite. Tradução de Lúcio Cardoso. Edição bilíngue, organizada e apresentada por Ésio Macedo Ribeiro. Rio de Janeiro: Ed. Civilização Brasileira, 2016.
- TOLSTÓI, Liev. Ana Karenina. Tradução de Lúcio Cardoso. Organização, apresentação e “Cronologia da vida e época de Tolstói” por Ésio Macedo Ribeiro. Rio de Janeiro, Editora Civilização Brasileira, (no prelo).

#### Participações em antologias
- Poesia Casa da Palavra. Santo André, SP: Casa da Palavra, 1995, pp. 9-10.
- Poetas mineiros em Brasília. Organização de Ronaldo Cagiano, prefácio de Affonso Romano de Sant’Anna. Brasília: Varanda, 2002, pp. 81-92.
- A literatura nos trilhos – contos e poesias. São Paulo: IBRASA, 2002, p. 73.
- A palavra em prisma – antologia poética. São Paulo: Escrituras, 2003, pp. 39, 53, 57-60 e 83.
- Poemas para Brasília. Organização de Joanyr de Oliveira. Brasília: Projecto Editorial/Livraria Suspensa, 2004, pp. 165-167.
- Os dias do amor. Recolha, seleção e organização de Inês Ramos. Prefácio de Henrique Manuel Bento Fialho. Parede, Portugal: Ministério dos Livros Editores, 2009, p. 341.
- Antologia Casa do Desejo. Organização de Eduardo Lacerda. São Paulo: Editora Patuá, 2018, pp. 91-92.

## Outras obras

#### Poemas publicados em livros e periódicos
- “Rotina”. A Cigarra, Santo André, SP, Ano 15, n. 32, p. 14, fev. 1998.
- “O amigo e a biblioteca”. Nanico, São Paulo, n. 20, p. 41, set. 1999.
- “O amigo e a biblioteca”. O Modernismo Através dos Livros – Catálogo da Exposição. Porto Alegre, RS, 45. Feira do Livro de Porto Alegre, 29 out. a 15 nov. 1999, p. 1-2.
- “Fatura” e “O passo do Diabo”. Rascunho, Curitiba, maio 2004. Ano 5, n. 49, Dom Casmurro, p. 28.
- “Fatura”. A Cigarra, Santo André, SP, Ano 22, n. 39, p. 9, dez. 2004.
- “O caracol e a linha – Ésio Macedo Ribeiro” (“Ceifa”, “Nome”, “Travesti”, “Fartura” e “O caracol e a linha”). In: MACHADO, Carlos. Poesia.Net, São Paulo, Ano 3, n. 133, set. 2005. Disponível neste link.
- “Vida”. In: GOLDSTEIN, Norma (Org.). Versos, sons, ritmos. 14. ed. São Paulo: Ática, 2006, p. 97. (Série Princípios; 6).
- “São Paulo, olhos aflitos”. In: GOLDSTEIN, Norma Seltzer (coord.), LOUZADA, Maria Silvia Olivi & IVAMOTO, Regina Maria F. Elero (Orgs.). Português – 6ª Série – Ensino Fundamental II. São Paulo: Pueri Domus Escolas Associadas, 2007, vol. 6, p. 116.
- “Macaco na cabeça”, “Premonição” e “Sozinho Junto”. In: Poesia Sempre, Rio de Janeiro, Ano 15, n. 28 (Peru), pp. 169-171, 2008.
- “Nômade”, “Macaco na cabeça”, “Sozinho Junto” e “Premonição”. In: Cult, São Paulo, Ano 12, n. 135, p. 66, maio 2009.
- “El poeta nunca duerme” (Traducción de Leo Lobos). Echando Lápiz. Bogotá, Colômbia, vol. 2, n. 4, diciembre de 2010. (Especial de poesia latino-americana).
- “Aprendizados”, “Os amantes” e “Canto para um amigo à morte”. In: Nanico, São Paulo, n. 22, pp. 44-45, 2011.

#### Artigos e resenhas publicados em periódicos
- “José Augusto Bezerra e sua biblioteca”. Scriptorium, Fortaleza, CE, vol. 02, pp. 17-21, dez. 2010.
- “Bibliografia ilustrada da Crônica da casa assassinada: edições e desdobramentos". Opiniães – Revista dos Alunos de Literatura Brasileira. DLCV / FFLCH / USP, São Paulo, ano 9, n. 17, jul.-dez. 2020, pp. 25-57. Disponível neste link.

#### Participação em CD
- Participação nas faixas 6 (Mural) e 25 (Celebração) do CD que acompanha o livro: BORGES, Celso. Música. Curitiba: Medusa, 2006.

#### Letra de música
- Às vezes (Ésio Ribeiro: letra / Mário de Castro: música). Rio de Janeiro: Editora: Master Studios Ltda., 8 jan. 1987.

#### Participação em escultura
- Mar (poema). In: CRETTI, Claudio. Fruteira, 2000. 1 escultura redonda, mármore branco; 0,38 cm.

#### Apresentação de livro
- O beatnik dos pampas (posfácio). In: RAMOS, Joelson. Elegias prozac+annas & outros poemas. Porto Alegre: Brejo, 2006, pp. 75-85.

## Prêmios literários
- 1993 – 2º Lugar: I Festival Mário de Andrade de Poesia Falada, poema: "O soco da poesia". Organizadores: Biblioteca Mário de Andrade/Prefeitura do Município de São Paulo/Secretaria Municipal de Cultura – São Paulo, SP.
- 1997 – 1º Lugar: Concurso de Poesia Notas Literárias – Prêmio Marcos de Farias Costa. Poema: "Os homens-caracóis". Organizador: Notas Literárias (Jornal) – Maceió, AL.
- 2002 – Menção-Honrosa – Prêmio Cidade de Juiz de Fora. Livro de poemas: Estranhos Próximos. Organizador: Funalfa – Juiz de Fora, MG.
- 2004 – Menção-Honrosa – Prêmio Vivaldi Moreira. Livro de ensaio: O Riso Escuro ou o Pavão de Luto: Um Percurso pela Poesia de Lúcio Cardoso. Organizador: Academia Mineira de Letras – Belo Horizonte, MG.
- 2015 – Finalista do Prêmio Sesc de Literatura. Romance: É o que tem. Organizador: SESC – São Paulo, SP.
- 2019 – Semifinalista do Prêmio Oceanos. Romance: É o que tem. Organizador: Itaú Cultural

## Entrevistas

### Realizadas[7]
- Entrevista com Luiz Ruffato. (Revista Verbo21, setembro de 2000.)
- Entrevista com Donizete Galvão. (Revista Verbo21, fevereiro de 2001.)
- Entrevista com Tom Zé. (Revista Verbo21, agosto de 2001.)
- Entrevista com Fabio Weintraub. (Revista Verbo21, abril de 2002.)
- Entrevista com Armando Freitas Filho. (Revista Verbo21, outubro de 2002.)
- Entrevista com Antonio Carlos Secchin. (Revista Verbo21, fevereiro de 2003.)
- Entrevista com Jorge Schwartz. (Revista Verbo21, janeiro de 2004.)
- Entrevista com Toni Brandão. (Revista Verbo21, junho de 2004.)
- Entrevista com Santiago Nazarian. (Revista Verbo21, outubro de 2005.)
- Entrevista com Antonio Miranda. (Revista Verbo21, agosto de 2007.)

### Concedidas
- “Conversa de Sebo”. Jornalzinho do Sebo Vermelho, Natal, RN, nov. 1996. Ano 7, n. 35, p. 10. [Entrevista concedida a Abimael Silva.]
- “Uma Entrevista com Ésio Macedo Ribeiro”. Revista Verbo21, março de 2000. Entrevista concedida a [Vivaldo] Lima Trindade e Wilton Rossi.]
- “Entrevista com Marília de Andrade e Ésio Macedo Ribeiro”. São Paulo: Rádio Eldorado, (92.9 FM). Programa Espaço Informal, 16 jun. 2003. [Entrevista concedida a Gioconda Bordon.]
- “Entrevista com Ésio Macedo Ribeiro”. Revista Verbo21, maio de 2006. [Entrevista concedida a Lima Trindade.]
- “Entrevista com Ésio Macedo Ribeiro”. Belo Horizonte: Rádio UFMG Educativa (104.5 FM), Programa Universo Literário, 14 ago. 2006. [Entrevista concedida a Rosaly Senra.]
- “Entrevista com Ésio Macedo Ribeiro”. Brasília: TV Senado, Programa Leituras, 7 jul. 2007. [Entrevista concedida a Maurício Melo Júnior.]
- “Entrevista com o escritor Ésio Macedo Ribeiro”. São Paulo: Rádio Unesp (105.7 FM), Programa Perfil Literário, 28 out. 2009. [Entrevista concedida a Oscar D’Ambrosio.]
- “Entrevista com Ésio Macedo Ribeiro”. Brasília: TV Senado, Programa Leituras, 11 nov. 2011. [Entrevista concedida a Maurício Melo Júnior.]
- “Entrevista com Ésio Macedo Ribeiro”. Brasília: Rádio Senado (91.7 FM), Programa Autores e Livros, 31 ago. 2018. [Entrevista concedida a Margarida Patriota.]
- “Entrevista com Ésio Macedo Ribeiro”. Brasília: TV Senado, Programa Leituras, 20 set. 2018. [Entrevista concedida a Maurício Melo Júnior.]
- “Como escreve Ésio Macedo Ribeiro”. Blog “Como eu Escrevo”, publicado em 04 nov. 2019. [Entrevista concedida a José Nunes.]
- "Entrevista com os bibliófilos Antonio Carlos Secchin e Ésio Macedo Ribeiro – Entre tesouros e garranchos: uma conversa sobre bibliofilia". Revista Rosa, n. 2, Série 3, dez. 2020. Disponível neste link. [Entrevista concedida a Lucas Figueiredo Silveira.]

## Obras de referência
- Enciclopédia de Literatura Brasileira (2 vols.). Afrânio Coutinho & J. Galante de Sousa. 2. ed. rev., ampl. atual. e il. Coordenado por Graça Coutinho e Rita Moutinho. São Paulo: Global; Rio de Janeiro: Fundação Biblioteca Nacional/DNL: Academia Brasileira de Letras, 2001, Vol. II, p. 1372.
- Dicionário de escritores de Brasília. 2. ed. rev. aum. e atual. Organizado por Napoleão Valadares. Brasília: André Quicé, 2003, p. 216.
- A vocação nacional da UBE - 62 anos - União Brasileira de Escritores. Organizado por J. B. Sayeg e Caio Porfírio Carneiro. São Paulo: RG Editores, 2004, pp. 196-197.